# 刘正 (元朝)
刘正（13世紀—1319年），字清卿，清州（河北省青县）人，元朝大臣。元武宗时中书右丞。
刘正少习吏事。至元初年，辟为制国用司、尚书省户部、枢密院等处充任令史，以办事精明著称。至元八年（1271年），大都运司负课银五百四十七锭，将要归罪于转运使。刘正再三查验，发现是司库辛德柔贪没，于是案情大白。至元十五年（1278年），擢升为左司都事。后来升为左司员外郎。至元十九年（1282年），阿合马倒台，刘正因为廉洁没有和其他僚属一样作为阿合马私党获罪。至元二十年（1283年），担任参议枢密院事。至元二十五年（1288年），担任户部尚书，因事辞归。至元二十八年（1291年），再担任户部尚书、参议中书省事。元成宗时，历任同佥枢密院事、云南行省、江西行省、江浙行省左丞。大德十一年（1307年），元武宗即位，历任中书左丞、中书右丞。至大二年（1309年），辞官回家。元仁宗即位，召他回朝议政。他提出开言路、慎赏罚、节财用、辨正邪等建议。担任平章政事、议中书省事，当时铁木迭儿和章闾主张经理民田，即延祐经理，增加茶盐课额，他极力反对。谥号文宣。

## 延伸阅读
[在维基数据编辑]
 《元史·卷176》，出自宋濂《元史》
 《新元史/卷201》，出自柯劭忞《新元史》